# 2012年全日本綜合羽毛球錦標賽
2012年全日本綜合羽毛球錦標賽（日語：平成24年度全日本総合バドミントン選手権大会），為第66屆全日本綜合羽毛球錦標賽，是日本國內最高級別的羽毛球比賽。本屆賽事於2012年12月4日-9日在日本東京都国立代代木競技場第二体育館舉行。
男單選手田兒賢一成功衛冕，更是連續五年稱霸男單項目；而早川賢一 / 遠藤大由則贏得男雙冠軍，並中止平田典靖／橋本博且的三連霸紀錄。另外，今別府香里及嘉村健士／米元小春分別在女單和混雙項目首次奪冠。至於女雙方面，賽會頭號種子垣岩令佳／藤井瑞希組合於決賽中因藤井瑞希受傷而被迫棄權，二號種子松友美佐紀／高橋禮華第二度奪得女雙冠軍。

## 項目獎牌榜
以下為各項目的優勝者及其所屬團體名單：
| 項目     | 金牌                                                          | 银牌                                      | 铜牌                                                        |
| 男子單打 | 田兒賢一 東京都（NTT東日本）                                  | 佐佐木翔 富山縣（Tonami運輸）             | 坂井一將 東京都（日本UNISYS）                               |
| 男子單打 | 田兒賢一 東京都（NTT東日本）                                  | 佐佐木翔 富山縣（Tonami運輸）             | 池田雄一 東京都（日本UNISYS）                               |
| 女子單打 | 今別府香里 大阪府（Panasonic）                                | 三谷美菜津 東京都（NTT東日本）            | 奧原希望 埼玉縣（大宮東高校）                               |
| 女子單打 | 今別府香里 大阪府（Panasonic）                                | 三谷美菜津 東京都（NTT東日本）            | 廣瀨榮理子 大阪府（Panasonic）                              |
| 男子雙打 | 早川賢一 / 遠藤大由 東京都（日本UNISYS）                      | 平田典靖 / 橋本博且 富山縣（Tonami運輸）  | 佐伯祐行 / 垰畑亮太 東京都（日本UNISYS）                    |
| 男子雙打 | 早川賢一 / 遠藤大由 東京都（日本UNISYS）                      | 平田典靖 / 橋本博且 富山縣（Tonami運輸）  | 佐藤翔治 / 川前直樹 東京都（NTT東日本）                     |
| 女子雙打 | 高橋禮華 / 松友美佐紀 東京都（日本UNISYS）                    | 藤井瑞希 / 垣岩令佳 熊本縣（Renesas）     | 末綱聰子 / 前田美順 熊本縣（Renesas）                       |
| 女子雙打 | 高橋禮華 / 松友美佐紀 東京都（日本UNISYS）                    | 藤井瑞希 / 垣岩令佳 熊本縣（Renesas）     | 松尾靜香 / 內藤真實 大阪府（Panasonic）                     |
| 混合雙打 | 嘉村健士 / 米元小春 富山縣（Tonami運輸）/ 大阪府（Panasonic） | 佐藤翔治 / 西山夕美子 東京都（NTT東日本） | 垰畑亮太 / 高橋禮華 東京都（日本UNISYS）                    |
| 混合雙打 | 嘉村健士 / 米元小春 富山縣（Tonami運輸）/ 大阪府（Panasonic） | 佐藤翔治 / 西山夕美子 東京都（NTT東日本） | 橋本博且 / 藤井瑞希 富山縣（Tonami運輸）/ 熊本縣（Renesas） |

## 外部連結
- 官方網站 東京都バドミントン協会（日語）